# National Security
Pour plus de détails, voir Fiche technique et Distribution.
National Security ou Sécurité nationale au Québec est une comédie d'action réalisée par Dennis Dugan et sortie le 17 janvier 2003 aux États-Unis et le 2 avril 2003 en France.

## Synopsis
À l'académie de police de Los Angeles, Earl Montgomery montre de grandes aptitudes pour devenir un bon policier, mais son caractère rebelle et flamboyant joue contre lui. Si bien qu'à la suite d'un esclandre, il se voit expulsé de l'école de police. Peu après s'être trouvé un boulot de gardien de sécurité, Earl a une altercation avec le policier Hank Rafferty. L'accusant à tort de harcèlement et de racisme, il fait perdre son emploi à Hank qui se retrouve en prison pour six mois. À sa sortie, l'ex-flic est engagé dans la même agence de sécurité qu'Earl. Peu de temps après, tous deux découvrent une vaste opération de contrebande dirigée par le mystérieux Nash. Bien qu'ils se détestent cordialement, Earl et Hank font équipe pour coincer ces criminels.

## Fiche technique
- Titre : National Security
- Titre québécois : Sécurité nationale
- Réalisation : Dennis Dugan
- Scénario : Jay Scherick et David Ronn
- Musique : Randy Edelman
- Directeur de la photographie : Oliver Wood
- Monteur : Patrick J. Don Vito et Debra Neil-Fisher
- Chef décorateur : Larry Fulton
- Producteur : Michael Green, Robert F. Newmyer (en) et Jeffrey Silver
- Société de production : Columbia Pictures, Outlaw Productions, Intermedia Films et The Firm
- Société de distribution :
  - États-Unis : Sony Pictures Releasing
  - France : Columbia TriStar Films
- Pays de production :  États-Unis
- Genre : Action, comédie policière et thriller
- Format : Couleur
- Durée : 88 minutes
- Date de sortie :
  - États-Unis : 17 janvier 2003
  - France : 2 avril 2003

## Distribution
- Martin Lawrence (VF : Lucien Jean-Baptiste) : Earl Montgomery
- Steve Zahn (VF : Luc Boulad) : Hank Rafferty
- Bill Duke (VF : Jean-Michel Martial) : le lieutenant Washington
- Colm Feore (VF : Pierre-François Pistorio) : l'inspecteur Frank McDuff
- Eric Roberts : Nash
- Robinne Lee (VF : Annie Milon) : Denise
- Brett Cullen (VF : Bernard Métraux) : Heston
- Timothy Busfield : Charlie Reed
- Mari Morrow (en) : Lola
- Matt McCoy (en) : Robert Barton
- Cleo King : Femme dans la voiture
- Ken Lerner : L'avocat de Hank
- Stephen Tobolowsky : Billy Narthax
- Margaret Travolta (VF : Frédérique Cantrel) : Juge Healy

- Version française
  - Studio de doublage : Synchro 7
  - Direction artistique : Jean-Louis Montagné
  - Adaptation : Bob Yangasa